# Balie Peyton
Balie Peyton (* 26. November 1803 bei Gallatin, Sumner County, Tennessee; † 18. August 1878 ebenda) war ein US-amerikanischer Jurist und Politiker. Zwischen 1833 und 1837 vertrat er den Bundesstaat Tennessee im US-Repräsentantenhaus.

## Werdegang
Balie Peyton war der ältere Bruder von Joseph Hopkins Peyton (1808–1845), der zwischen 1843 und 1847 ebenfalls Kongressabgeordneter für Tennessee war. Er besuchte zunächst vorbereitende Schulen. Nach einem anschließenden Jurastudium und seiner 1824 erfolgten Zulassung als Rechtsanwalt begann er in Gallatin in diesem Beruf zu arbeiten. Politisch schloss sich Peyton zunächst der Bewegung um Andrew Jackson an und wurde Mitglied der von diesem gegründeten Demokratischen Partei.
Bei den Kongresswahlen des Jahres 1832 wurde Peyton im sechsten Wahlbezirk von Tennessee in das US-Repräsentantenhaus in Washington, D.C. gewählt, wo er am 4. März 1833 die Nachfolge des späteren US-Präsidenten James K. Polk antrat. Nach einer Wiederwahl konnte er bis zum 3. März 1837 zwei Legislaturperioden im Kongress absolvieren. Diese waren von den Diskussionen um die Politik von Präsident Jackson überschattet. Dabei ging es vor allem um die Durchführung des umstrittenen Indian Removal Act, die Nullifikationskrise mit dem Staat South Carolina und die Bankenpolitik des Präsidenten. Auch Balie Peyton schloss sich während seiner ersten Legislaturperiode der Opposition gegen Jackson an. Bei seiner Wiederwahl im Jahr 1834 war er Kandidat der National Republican Party.
Nach seinem Ausscheiden aus dem US-Repräsentantenhaus war Peyton wieder als Anwalt tätig. Nachdem er 1841 zum Bundesstaatsanwalt für den östlichen Distrikt von Louisiana ernannt worden war, zog er nach New Orleans. Dieses Amt bekleidete er vier Jahre lang. Während des Mexikanisch-Amerikanischen Krieges war er Mitglied im Stab von General William J. Worth. Zwischen 1849 und 1853 fungierte Peyton in der Nachfolge von Seth Barton als amerikanischer Gesandter in Chile. Anschließend zog er nach San Francisco in Kalifornien, wo er wieder juristisch tätig wurde. Von 1853 bis 1859 war er in seiner neuen Heimat Staatsanwalt. Anschließend kehrte er nach Gallatin in Tennessee zurück, wo er als Rechtsanwalt praktizierte.
Bei den Präsidentschaftswahlen des Jahres 1860 war Peyton Wahlmann für John Bell, den Kandidaten der Constitutional Union Party. 1866 strebte er erfolglos seine Rückkehr in den Kongress an. Zwischen 1869 und 1871 gehörte er dem Senat von Tennessee an. Außerdem praktizierte er weiter als Anwalt. Balie Peyton starb am 18. August 1878 auf seiner Farm bei Gallatin, wo er auch beigesetzt wurde.